# Петре Димовски
Петре Димовски (рођен 1946, Брод код Битоља) је македонски приповедач, романсијер и монодрамски писац. Од 1966. до 1969. године радио је у Аустралији. 1975. године дипломирао је на Филолошком факултету у Скопљу. Ради као професор у Битољу. Члан је Друштва писаца Македоније.
Добитник је награда 4-ти Ноември, БИД Мисирков, Тренд и Ванчо Николески.